# Beryllium
Beryllium is een scheikundig element met symbool Be en atoomnummer 4. Het is een donkergrijs aardalkalimetaal.

## Ontdekking
Als eerste herkende Nicolas-Louis Vauquelin het in 1798 in zijn oxidevorm. In 1828 slaagden zowel Friedrich Wöhler als Antoine Bussy er in het metaal door reductie van berylliumchloride met kalium te bereiden.
De naam beryllium is afkomstig van het Griekse βήρυλλος, bērullos, beryl, "verbleken", wat verwijst naar de bleke kleur van de halfedelsteen beril.
Naar verluidt heeft een oplossing van beryllium een zoetige smaak, vandaar dat dit element een tijd de naam glucinium heeft gedragen (van het Griekse glykys, wat zoet betekent). De vroege chemici die dit gemeld hebben deden dat echter stervend: berylliumverbindingen zijn namelijk zeer giftig.

## Toepassingen
Het is een goed materiaal om röntgenvensters van te maken omdat deze straling gezien de lage massadichtheid van beryllium niet sterk wordt geabsorbeerd en het metaal aan de andere kant sterk genoeg is om een vacuümsysteem te kunnen afsluiten.
Wanneer het blootgesteld wordt aan α-straling, heeft het de eigenschap neutronen vrij te geven. Het wordt dus wel als een zwakke neutronenbron gebruikt.
Vooral in legeringen met koper wordt het element veel toegepast omdat deze materialen goede eigenschappen vertonen. Ze zijn goede geleiders van zowel elektriciteit als warmte, ze zijn licht, sterk, stijf en hard en weerstaan corrosie en vermoeiing. Ze worden toegepast in puntlaselektroden, veren en elektrische contacten. Ze worden veel in de luchtvaart-, ruimte- en defensie-industrie toegepast. In de petrochemische industrie worden wiggen van een beryllium-koperlegering gebruikt omdat deze niet vonken. De meeste andere metalen wiggen zullen bij (slag-)contact een vonk produceren die in de buurt van brandstof tot een ontploffing kan leiden.
Ook in de nucleaire industrie vindt het element toepassing: het atoom kan namelijk door zijn lage doorsnede moeilijk thermische neutronen invangen.
Berylliumoxide (BeO) wordt wel toegepast vanwege zijn goede warmtegeleiding, sterkte, hardheid en zijn bijzonder hoge smeltpunt. Het is in tegenstelling tot het metaal een goede isolator. Daarom wordt keramiek van beryllium-oxide gebruikt als koelmateriaal in elektronica waarbij veel warmte vrijkomt.
Berylliumoxide wordt steeds vaker als materiaal voor luidsprekerconussen toegepast.
De spiegel van de James Webb-ruimtetelescoop is gemaakt van beryllium.

## Opmerkelijke eigenschappen
Beryllium heeft van de lichte metalen een van de hoogste smeltpunten. De elasticiteitsmodulus is ongeveer een derde van die van staal, het is een goede warmtegeleider, niet-magnetisch, vonkt niet en is vrij stabiel. Bij kamertemperatuur en normale druk wordt het niet door de atmosfeer aangetast, waarschijnlijk omdat het een beschermend oxidelaagje vormt. Daarom is het ook in staat een kras in glas achter te laten. Het wordt zelfs door geconcentreerd salpeterzuur niet aangetast.
Echter in de Buell-motorfietsen, waar het toegepast wordt in de bronslegering van het oliepomptandwiel, heeft het regelmatig giftige reacties uitgelokt.

## Voorkomen en voorraden
Beryllium is een schaars element, het gemiddelde gehalte in de aardkorst bedraagt slechts 0,006 procent. Het belangrijkste mineraal voor de productie van beryllium is beril, een beryllium-aluminiumsilicaat dat twaalf procent beryllium-oxide bevat. De belangrijkste exportlanden zijn China en Brazilië.

## Verschijning
In de natuur komt het in gebonden toestand voor in mineralen als bertrandiet, beril, chrysoberil, fenakiet, aquamarijn en smaragd. De laatste twee zijn halfedelstenen.

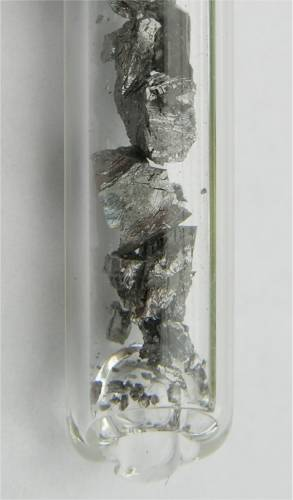
Beryllium

## Isotopen
| Stabielste isotopen | Stabielste isotopen | Stabielste isotopen     | Stabielste isotopen     | Stabielste isotopen     | Stabielste isotopen     |
| Iso                 | RA (%)              | Halveringstijd          | VV                      | VE (MeV)                | VP                      |
| ------------------- | ------------------- | ----------------------- | ----------------------- | ----------------------- | ----------------------- |
| 9Be                 | 100                 | stabiel met 5 neutronen | stabiel met 5 neutronen | stabiel met 5 neutronen | stabiel met 5 neutronen |
| 10Be                | syn                 | 1,51×106 j              | β−                      | 16,775                  | 10B                     |

Beryllium heeft maar één stabiel isotoop 9Be. Onder invloed van de kosmische straling waaraan onze atmosfeer blootstaat wordt een kleine hoeveelheid van de radioactieve isotoop 10Be gevormd. Dit proces is vergelijkbaar met de vorming van 14C, maar 10Be heeft een veel langere vervaltijd. Het kan daarom gebruikt worden om geologische processen zoals erosie en vorming van aardlagen te volgen.
Doordat 7Be en 8Be niet kunnen bestaan, kunnen hogere elementen niet in de kosmische big bang gevormd zijn bij oerknal-nucleosynthese, maar moeten zij ontstaan zijn door kernfusieprocessen nucleosynthese in sterren.

## Ionen
| Oxidatiegetal | Toelichting                              |
| ------------- | ---------------------------------------- |
| 0             | Vrij metaal, komt niet in de natuur voor |
| +2            | standaardion van het element             |

## Toxicologie en veiligheid
Beryllium is gevaarlijk. In opgeloste vorm is het element als het tweewaardige ion Be2+ aanwezig. Dit ion heeft de configuratie van helium en is zelfs nog kleiner dan een heliumatoom. Het is daardoor in staat vrijwel alle biologische barrières te doorbreken en het is uitzonderlijk giftig.
De toepassing in fluorescentiebuizen is nu verboden omdat personeel dat aan berylliumstof werd blootgesteld longaandoeningen en kanker kreeg. Mits het metaal met de juiste veiligheidsmaatregelen wordt behandeld kan het veilig toegepast worden. Blootstelling aan de opgeloste vorm of fijnverdeeld stof moet echter strikt vermeden worden.
Bij blootstelling aan berylliumoxide ontstaat bij de mens berylliose. Deze longziekte is dodelijk. Een van de slachtoffers zou de Franse minister Gaston Palewski zijn geweest. Palewski had de politieke leiding over het fabriceren van de Franse kernwapens en kan bij de productie van onderdelen van die wapens besmet zijn.